# اویغوری باستان
اویغوری باستان یک زبان تاریخی از خانواده زبان‌های ترکی و گونه متأخر از زبان ترکی باستان است. این زبان را درمیان سده‌های نهم تا چهاردهم میلادی، اویغورهای ساکن در مملکت قره‌خواجه و گانسو استفاده می‌کردند.

## تاریخ
اویغوری باستان به‌دنبال فروپاشی خاقانات اویغور از ترکی باستان فرگشت یافت. بازماندگان قوم اویغور در سده نهم میلادی به قومول، تورفان و گانسو کوچیدند؛ آن‌ها درحدود قومول و تورفان یک پادشاهی تازه نامور به قره‌خواجه را بنیان گذاشتند و دو آیین مانوی و بودایی را به‌عنوان ادیان خود پذیرفتند. اویغورهایی که به گانسو رفتند، درابتدا یک پادشاهی محلی را ایجاد کردند و سپس بخشی از حکومت شیای غربی شدند. یوغورها نوادگان این گروه هستند.
پادشاهی قره‌خواجه در سده‌های سیزدهم و چهاردهم میلادی توانست به‌عنوان دولت خراجگزار امپراتوری مغول به حیاتش ادامه دهد. سرانجام اما این پادشاهی را خانات جغتای متصرف شد. تصرف قره‌خواجه توسط جغتاییان، باعث گسترش دین اسلام در قومول و تورفان شد. درادامه زبان جغتایی که زبان فاتحان بود، جایگزین زبان اویغوری باستان دراین مناطق شد.
اویغوری امروزی هم‌ریشه با اویغوری باستان نیست. این زبان از تبار قارلقی و بازمانده زبان ترکی جغتایی است. یوغوری غربی اما بازمانده زبان باستانی اویغورها است و به‌همین سبب گاهی «اویغوری نو» نامیده می‌شود.

## خطوط

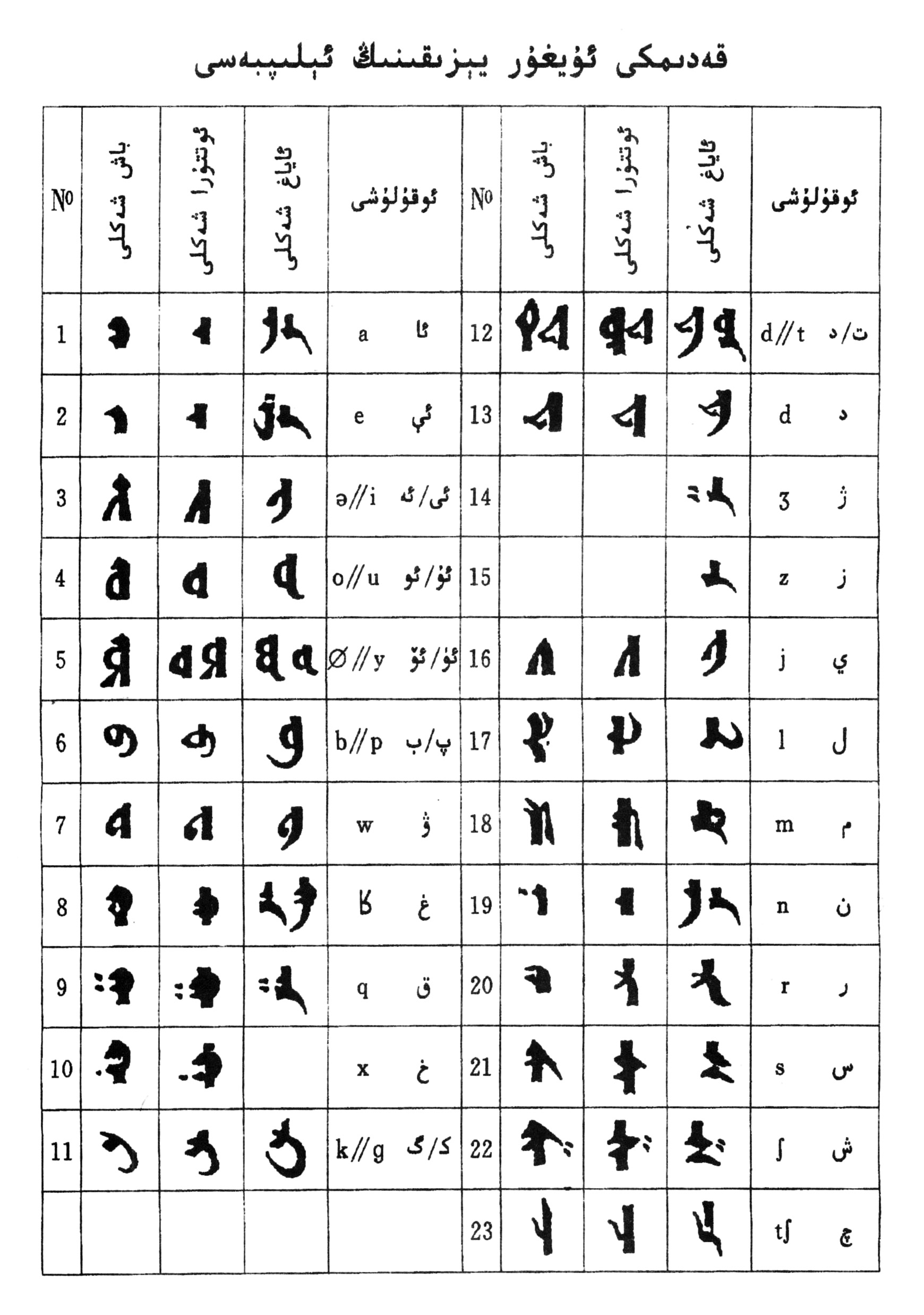
الفبای اویغوری باستان

اویغوری باستان با خطی ویژه، نامور به خط اویغوری به نگارش درمی‌آمد. این خط برپایه یک خط ایرانی به نام خط سغدی بود. درابتدای تاریخ خود، اویغوری باستان به خط اورخون، خط دیگری که باز برپایه خط سغدی بود به نگارش درمی‌آمد. بیشتر آثار زبان و خط اویغوری باستان به ادبیات دینی مانوی و بودایی مربوط هستند.
در سده سیزدهم، مغولان از خط اویغوری برای نگارش زبان خود استفاده می‌کردند و پس از مدتی برپایه این خط، خط مغولی را پایه‌ریزی کردند. خط اویغوری تا سده نوزدهم همچنان برای نگارش زبان یوغوری غربی کاربرد داشت، اما سرانجام با خط لاتین جایگزین شد.